# Гиневет
Гиневет (арм. Գինեվետ) — село в Араратской области Армении. Основано в 1970 году.

## География
Село расположено в юго-западной части марза, на расстоянии 10 километров к востоку от города Арташат, административного центра области. Абсолютная высота — 865 метров над уровнем моря.
Климат
Климат характеризуется как семиаридный (BSk в классификации климатов Кёппена).

## Население
| Год переписи | Население          | Население          | Население          | Население            | Население            | Население            |
| Год переписи | Наличное население | Наличное население | Наличное население | Постоянное население | Постоянное население | Постоянное население |
| Год переписи | Всего              | Мужчины            | Женщины            | Всего                | Мужчины              | Женщины              |
| ------------ | ------------------ | ------------------ | ------------------ | -------------------- | -------------------- | -------------------- |
| 2001         | 599                | 296                | 303                | 627                  | 311                  | 316                  |
| 2011         | 534                | 258                | 276                | 569                  | 278                  | 291                  |